# Vlagyiszlav Jurjevics Pavlovics
Vlagyiszlav Jurjevics Pavlovics (oroszul: Владислав Юрьевич Павлович) (Moszkva, 1971. március 17. –) olimpiai bajnok orosz tőrvívó.